# روز جهانی آزادی مطبوعات
مجمع عمومی سازمان ملل متحد، سوم ماه مه را به عنوان روز جهانی آزادی مطبوعات یا فقط روز جهانی مطبوعات اعلام کرد، این روز برای افزایش آگاهی در مورد اهمیت آزادی رسانه‌ها و یادآوری وظیفه دولت‌ها برای احترام و حمایت از حق آزادی بیان مندرج در ماده ۱۹ اعلامیه جهانی حقوق بشر ۱۹۴۸ و به مناسبت سالگرد اعلامیه ویندهوک، بیانیه اصول مطبوعات آزاد که توسط روزنامه نگاران روزنامه آفریقایی در ویندهوک در سال ۱۹۹۱ گردآوری شده است.

## تاریخچه

شاخص آزادی مطبوعات در سال ۲۰۲۳
خوب: ۸۵–۱۰۰ امتیاز
رضایت بخش: ۷۰–۸۵ امتیاز
مشکل: ۵۵–۷۰ امتیاز
دشوار: ۴۰–۵۵ امتیاز
بسیار جدی کمتر از ۴۰ امتیاز
طبقه‌بندی نشده

مجمع عمومی سازمان ملل متحد دسامبر ۱۹۹۳ میلادی در چهل و هشتمین اجلاس خود، روز سوم ماه مه را به‌عنوان «روز جهانی آزادی مطبوعات» اعلام کرد. این موضوع از قطعنامه مصوب همایش عمومی یونسکو در سال ۱۹۹۱ میلادی تحت عنوان «ارتقای آزادی مطبوعات در دنیا» که جراید آزاد، فراگیر، و مستقل را به عنوان یکی از اجزای ضروری جامعه دموکراتیک تلقی کرده، نشأت گرفت.
یونسکو این نکته را که کشورهای عضو آن مایل هستند روز سوم ماه مه را «روز جهانی آزادی مطبوعات» بنامند به اطلاع مجمع عمومی سازمان ملل رسانید. این روز به یاد سالروز انتشار اعلامیه ویندهوک (به انگلیسی: Windhoek Declaration) دربارهٔ ارتقای وضعیت نشریه‌های مستقل و فراگیر آفریقایی انتخاب شد. این اعلامیه در سوم ماه مه ۱۹۹۱ میلادی، در همایشی که به همین منظور توسط یونسکو و سازمان ملل متحد در شهر ویندهوک پایتخت نامیبیا برگزار گردید، به تصویب رسید.

## آزادی رسانه
آزادی رسانه و مطبوعات همانند یک ضمانت نامه از جانب دولت‌ها به رسانه‌های عمومی، در مقابل مواجهه با روندهای محدود کنندهٔ ابراز نظر در جوامع، می‌باشد که حقوق قانونی رسانه‌ها و همچنین مراجع رفع اختلاف بین رسانه‌ها و شاکیان را مشخص می‌کند. این حقوق در بسیاری از کشورها به صورت قانونی و در چهارچوب قوانین اساسی آن کشور تعبیه شده است تا از آزادی مطبوعات حمایت به عمل بیاید.
در رابطه با اطلاعات دولتی، هر کدام از دولت‌ها خود تصمیم می‌گیرند کدام منابع و مواد اطلاعاتی عمومی یا حفاظت شده می‌باشند و نباید از جهت حساسیت عمومی یا طبقه‌بندی شدگی، افشا گردد.
بسیاری از دولت‌ها سعی در تسلط یافتن بر قوانین مهم یا آزادی تبادل اطلاعات قانونی که برای تعریف حدود و ثغور علاقهٔ بین‌المللی کاربرد دارند، هستند تا از این طریق دید جهانی را منحرف کنند.

## گزارشگران بدون مرز
گزارشگران بدون مرز یک سازمان غیرانتفاعی بین‌المللی دفاع از آزادی مطبوعات و حمایت از خبرنگاران و روزنامه‌نگاران است. مقر این سازمان در کشور فرانسه قرار دارد.
تنها سازمان دولتی که به این سازمان کمک می‌کند کمیسیون اروپا است، که مرکب از ۱۵ دولت مختلف است.

## ائتلاف مطبوعات آزاد
ائتلاف مطبوعات آزاد، یک سازمان بین‌المللی حمایت از روزنامه‌نگاران و متشکل از ۴۰ رسانهٔ مطرح در سراسر جهان از جمله فوربز، بلومبرگ، آسوشیتدپرس، واشینگتن پست، یاهو نیوز، رویترز و تایمز است.
این سازمان از ایران در سال ۲۰۲۰ محمد مساعد و سال ۲۰۲۱ کسری نوری را در فهرست ۱۰ روزنامه‌نگاری که در جهان زیر بیشترین فشار و آزارهای حکومتی هستند قرار داد.